# Belimbing (Kosambi)
Belimbing is een bestuurslaag in het regentschap Tangerang van de provincie Banten, Indonesië. Belimbing telt 12.865 inwoners (volkstelling 2010).